# 公刘 (先周首领)
公刘（？—？），姬姓，名劉，是鞠的儿子。据《史记》记载，公刘是周人第一个称“公”的首领，為周朝王室始祖。

## 生平
夏朝末年，公劉喪失后稷官位，率周人部落遷到豳（今陝西省彬縣），與西戎混居。
到达豳后，周人开始有计划的营建房屋，开垦荒地，不久就出现了繁荣的景象。周部落的贵族们择吉日饮酒聚会，祭祀祈祷，正式推举公刘作宗主和国君。公刘带领部人沿漆水、沮水向南，渡渭水，取得石块与金属。之后周人开始制订历法并着手建立军队，亦积极发展农业，人口大增，以致四周人民纷纷前来归附。其死後葬在陝西咸陽公劉墓。
孟子肯定了他带领周部落勤劳致富的功绩，称他“公刘好货”。《诗经》称其为“笃公刘”，赞扬他勤劳忠厚。